# إلين ليفون
إلين ليفون (بالإنجليزية: Elen Levon) هي ممثلة ومغنية وراقصة أسترالية، ولدت في 13 يوليو 1994 في أستراليا.

## وصلات خارجية
- إلين ليفون على موقع ميوزك برينز (الإنجليزية)
- إلين ليفون على موقع ديسكوغز (الإنجليزية)